# 滋賀県道225号多賀停車場線

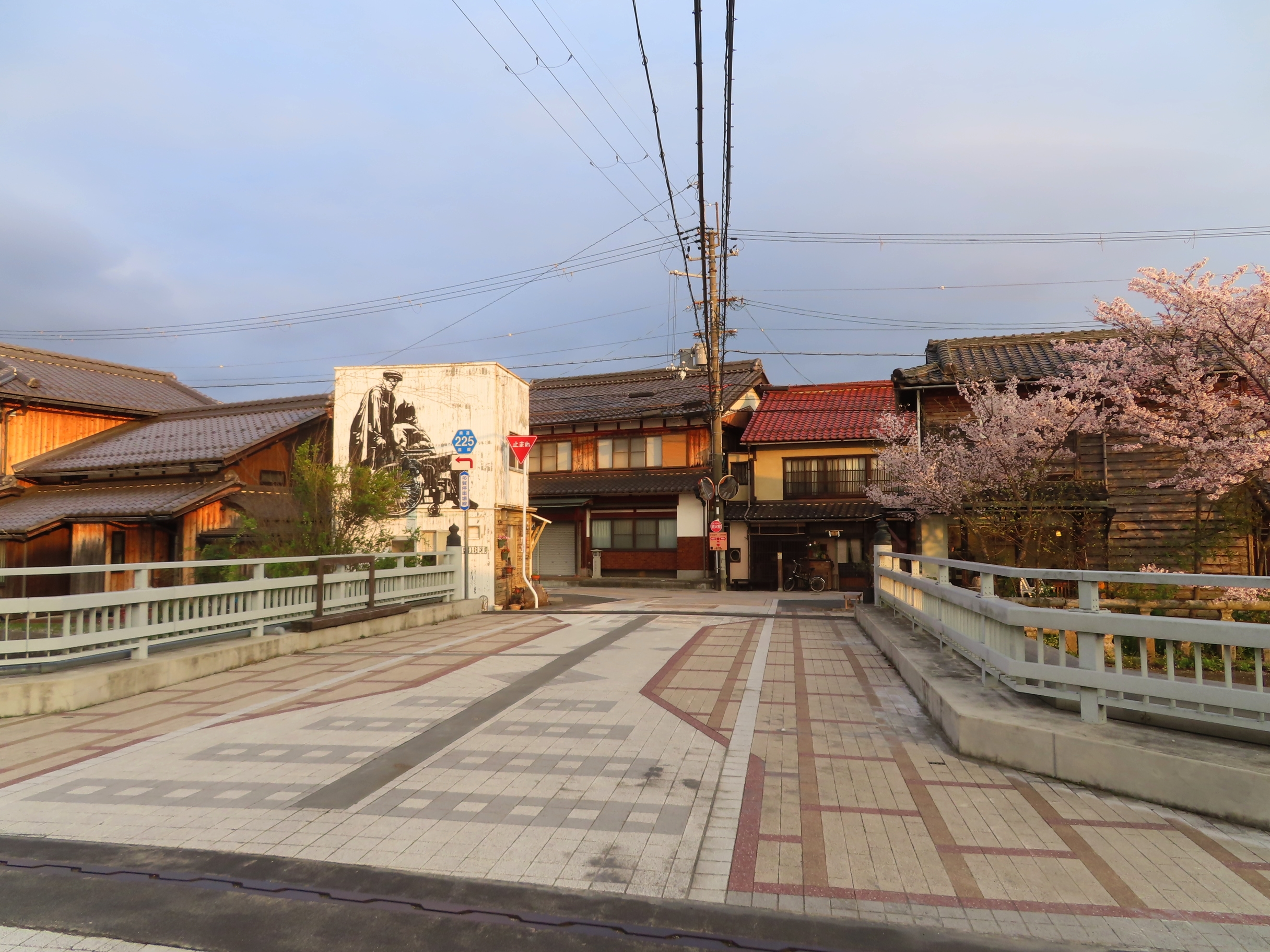
寿橋付近。廃止後の2025年4月に撮影。

滋賀県道225号多賀停車場線（しがけんどう225ごう たがていしゃじょうせん）は、滋賀県犬上郡多賀町を通る、かつて存在した一般県道である。

## 概要
多賀大社の最寄駅・近江鉄道多賀線 多賀大社前駅から犬上郡多賀町大字多賀に至る。起点から多賀交差点はび多賀町道多賀絵馬通り線と、多賀交差点から終点は国道306号と重複していた。
多賀町は2014年（平成26年）3月に多賀停車場線と重複する形で町道多賀絵馬通り線を認定。平成26年度から平成30年度末まで社会資本整備交付金より整備工事を行った。
町道と重複する区間は滋賀県から多賀町へ移管するよう要望があった。2025年（令和7年）3月31日に路線が廃止された。

### 路線データ
- 起点：犬上郡多賀町大字多賀（近江鉄道多賀線 多賀大社前駅前）
- 終点：犬上郡多賀町大字多賀（多賀北交差点、国道306号・国道307号上、滋賀県道224号多賀高宮線起点）
- 総延長：1.1 km[1]

## 歴史
- 1958年（昭和33年）7月26日 - 滋賀県告示第291号により路線認定[4]。
- 2025年（令和7年）3月31日 - 滋賀県告示第143号により路線廃止[3]。

## 路線状況

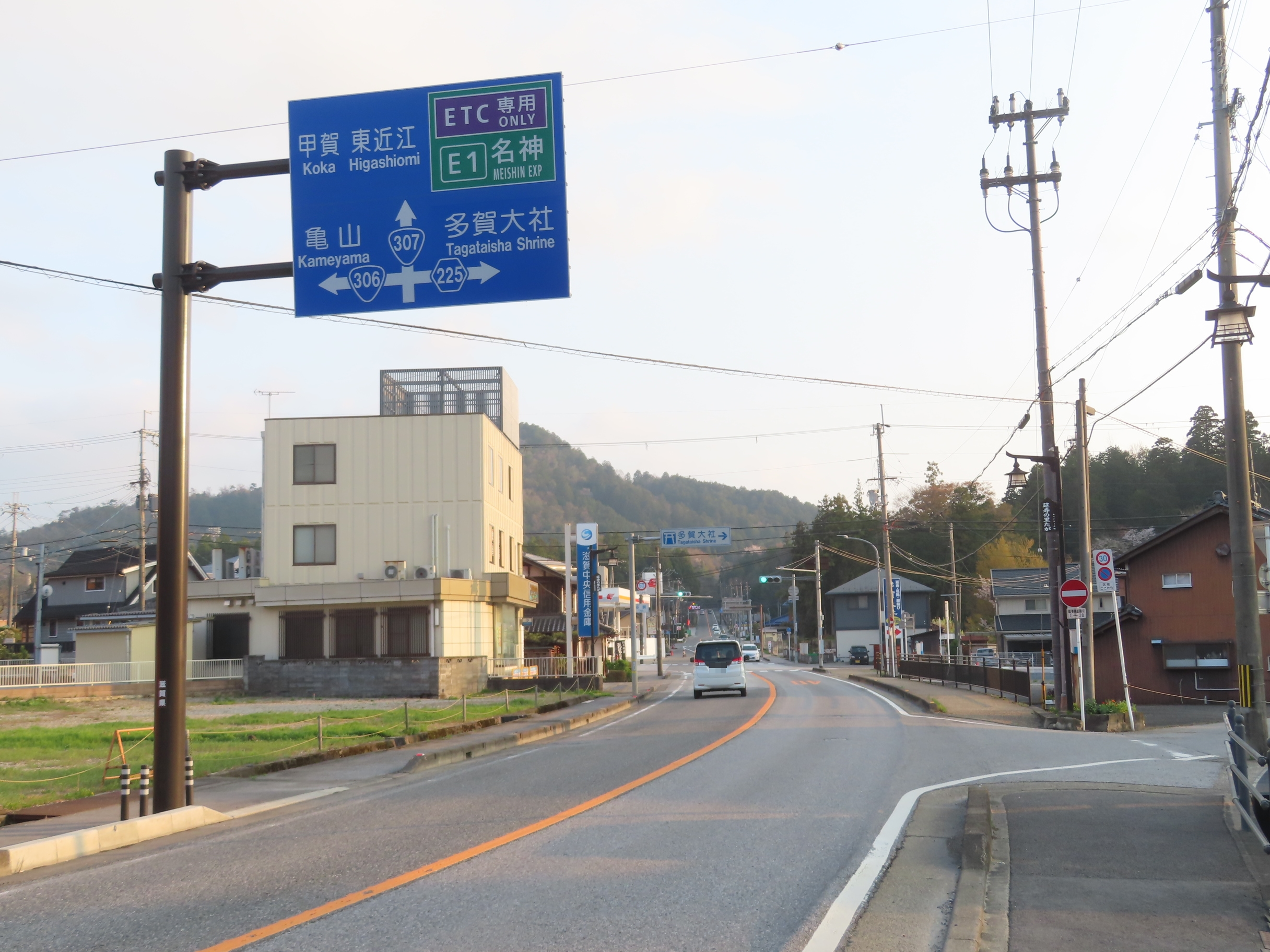
国道306号・国道307号との重複区間だった場所。前方に多賀交差点が見える。

多賀町立多賀中学校が2014年（平成26年）に実施した通学路合同点検では、歩道がなく車両の速度が速くて危険であることが指摘されている。そのため、車両が速度を出しづらくし、観光地に合った歩行者優先の道づくりをすべきとしている。

### 重複区間
- 国道306号・国道307号（犬上郡多賀町大字多賀・多賀交差点 - 犬上郡多賀町大字多賀・多賀北交差点（終点））

### 道路施設

#### 橋梁
- 寿橋（太田川、犬上郡多賀町）

## 地理

### 通過していた自治体
- 犬上郡多賀町

### 交差していた道路
| 交差していた道路                                                    | 交差していた場所 | 交差していた場所    |
| ------------------------------------------------------------------- | ---------------- | ------------------- |
| 国道306号 重複区間起点 国道307号 / 近江グリーンロード 重複区間起点  | 大字多賀         | 多賀交差点          |
| 国道306号 重複区間終点' 国道307号 / 近江グリーンロード 重複区間終点 | 大字多賀         | 多賀北交差点 / 終点 |

### 沿線
- 近江鉄道多賀線 多賀大社前駅
- 多賀勤労者体育センター
- 多賀郵便局
- 滋賀銀行 多賀支店
- 多賀町立多賀小学校